# Sphaeromides polateni
Sphaeromides polateni är en kräftdjursart som beskrevs av Angelov 1968. Sphaeromides polateni ingår i släktet Sphaeromides och familjen Cirolanidae. Inga underarter finns listade i Catalogue of Life.